# Tanguy Nianzou
Tanguy Nianzou, właśc. Tanguy-Austin Nianzou Kouassi (ur. 7 czerwca 2002 w Paryżu) – francuski piłkarz iworyjskiego pochodzenia, występujący na pozycji obrońcy w hiszpańskim klubie Sevilla.

## Kariera klubowa

### Początki
Karierę piłkarską rozpoczynał w 2008 w juniorach FC Épinay Athlético, w których występował do 2012. Następnie reprezentował barwy juniorów: US Sénart-Moissy (2012–2013), Pays de Fontainebleau (2013–2016) oraz Paris Saint-Germain (2016–2020).

### Paris Saint-Germain
W 2019 po ukończeniu akademii w Paris Saint-Germain przeszedł do profesjonalnej drużyny Paryżan, w której zadebiutował 7 grudnia 2019 w wygranym 1:3 wyjazdowym meczu ligowym z Montpellier HSC, zmieniając w 25. minucie Idrissę Gueye’go, a 11 grudnia 2019 zadebiutował w Lidze Mistrzów UEFA w wygranym 5:0 meczu z Galatasarayem SK, w którym w 75. minucie został zmieniony przez Marco Verrattiego.
Pierwszego gola dla Paryżan zdobył 22 stycznia 2020 w półfinale Pucharu Ligi Francuskiej, w wygranym 0:3 meczu wyjazdowym ze Stade de Reims, w którym w 77. minucie ustalił wynik meczu. To był zarazem 4000. gol w historii klubu. Natomiast 15 lutego 2020 zdobył swoje dwa pierwsze gole w Ligue 1 w zremisowanym 4:4 meczu u siebie z SC Amiens.
W Paryżanach, z którym w sezonie 2019/2020 zdobył krajowy tercet: Mistrzostwo Francji, Puchar Francji oraz Puchar Ligi Francuskiej, ostatni mecz rozegrał 11 marca 2020 w wygranym 2:0 meczu rewanżowym u siebie w ramach 1/8 finału Ligi Mistrzów UEFA z Borussią Dortmund, a dwumecz wygrał Paris Saint-Germain 2:3 i tym samym awansowali do turnieju finałowego w Lizbonie, w którym dotarł do finału, w którym przegrał 0:1 z późniejszym klubem Nianzou – Bayernem Monachium.

### Bayern Monachium
1 lipca 2020 podpisał czteroletni kontrakt z niemieckim klubem Bundesligi – Bayernu Monachium, w którym debiut zaliczył 28 listopada w wygranym 1:3 wyjazdowym meczu ligowym z VfB Stuttgart. 12 grudnia 2020 doznał kontuzji mięśni, która wykluczyła go z gry na okres 1–2 miesięcy. Kontuzja trwała po wcześniejszej kontuzji, która miała miejsce na początku sezonu 2020/2021.

## Kariera reprezentacyjna
Tanguy Nianzou występował w reprezentacji Francji w trzech kategoriach wiekowych: U-16 (2017–2018 – 11 meczów, 3 gole), U-17 (2018–2019 – 18 meczów, 1 gol) oraz U-18 (2019 – 12 meczów, 1 gol).
Z reprezentacją Francji U-17 w 2019 brał udział w mistrzostwach Europy U-17 2019 w Irlandii, na których Trójkolorowi dotarli do półfinału, w którym przegrali 1:2 z późniejszym wicemistrzem Europy U-17 – reprezentacją Włoch U-17 oraz na mistrzostwach świata U-17 2019 w Brazylii, na których wystąpił we wszystkich 7 meczach Trójkolorowych, w których zdobył 1 gola (w 21. minucie meczu ćwierćfinałowego na 0:1 z reprezentacją Hiszpanii U-17 (1:6)), a Trójkolorowi na tym turnieju zajęli 3. miejsce po wygranej 1:3 z reprezentacją Holandii U-17 w meczu o 3. miejsce.

## Statystyki klubowe
(aktualne na 4 czerwca 2023)
| Klub                | Sezon              | Liga               | Liga  | Liga   | Puchar | Puchar | Europa | Europa | Inne  | Inne   | Łącznie | Łącznie |
| Klub                | Sezon              | Liga               | Mecze | Bramki | Mecze  | Bramki | Mecze  | Bramki | Mecze | Bramki | Mecze   | Bramki  |
| ------------------- | ------------------ | ------------------ | ----- | ------ | ------ | ------ | ------ | ------ | ----- | ------ | ------- | ------- |
| Paris Saint-Germain | 2019/2020          | Ligue 1            | 6     | 2      | 5      | 1      | 2      | 0      | 0     | 0      | 13      | 3       |
| Łącznie             | Łącznie            | Łącznie            | 6     | 2      | 5      | 1      | 2      | 0      | 0     | 0      | 13      | 3       |
| Bayern Monachium    | 2020/2021          | Bundesliga         | 6     | 0      | 0      | 0      | 0      | 0      | 0     | 0      | 6       | 0       |
| Bayern Monachium    | 2021/2022          | Bundesliga         | 17    | 1      | 1      | 0      | 4      | 0      | 0     | 0      | 22      | 1       |
| Łącznie             | Łącznie            | Łącznie            | 23    | 1      | 1      | 0      | 4      | 0      | 0     | 0      | 28      | 1       |
| Sevilla             | 2022/2023          | Primera División   | 19    | 1      | 5      | 1      | 6      | 1      | –     | –      | 30      | 3       |
| Sevilla             | Łącznie            | Łącznie            | 19    | 1      | 5      | 1      | 6      | 1      | 0     | 0      | 30      | 3       |
| Łącznie w karierze  | Łącznie w karierze | Łącznie w karierze | 48    | 4      | 11     | 2      | 12     | 1      | 0     | 0      | 71      | 7       |

## Sukcesy

### Paris Saint-Germain
- Mistrzostwo Francji: 2019/2020
- Puchar Francji: 2019/2020
- Puchar Ligi Francuskiej: 2019/2020

### Bayern Monachium
- Superpuchar Europy UEFA: 2020
- Mistrzostwo Niemiec: 2020/2021, 2021/2022
- Superpuchar Niemiec: 2021, 2022

### Francja U-17
Mistrzostwa świata U-17
- 3. miejsce: 2019

### Wyróżnienia
- Titi d'Or: 2019[17]